# Село Лопаш, борци пали у ратовима од 1912. до 1918. године
Списак бораца из села Лопаш, Општина Пожега, погинулих и умрлих у Балканским и Првом светском рату преузет је из књиге „Пожега и околина”, објављене 1978. године.

## Основни списак
1. Божовић Богдан
2. Божовић Драгоје
3. Божовић Радојица
4. Божовић Танасије
5. Бојић Аксентије
6. Бојић Василије
7. Бојић Добривоје
8. Бојић Ивко
9. Бојић Марко
10. Бркић Тихомир
11. Булић Живко
12. Булић Филип
13. Видојевић Михаило
14. Голубовић Тихомир
15. Голубовић Љубисав
16. Голубовић Петар
17. Голубовић Радомир
18. Глигоријевић Ненад
19. Димитријевић Ђурђе
20. Димитријевић Миленко
21. Димитријевић Миливоје
22. Димитријевић Миљко
23. Димитријевић Петроније
24. Живановић Богић
25. Живановић Милија
26. Јанковић Страин
27. Јовановић Ранко
28. Крловић В. Драгутин
29. Љубичић Златко
30. Љубичић Јован
31. Љубичић Милија
32. Љубичић Милојко
33. Марковић Анђелко
34. Марковић Спасоје
35. Мијајловић Александар
36. Мијајловић Драгомир
37. Миловановић Живко
38. Миловановић Рајко
39. Перишић Будимир
40. Перишић Гојко
41. Петровић Веселин
42. Петровић Јеротије
43. Петровић Коста
44. Петровић Љубисав
45. Петровић Миладин
46. Петровић Цветко
47. Поповић Веселин
48. Поповић Вучко
49. Поповић Мико
50. Поповић Милун
51. Поповић Симо
52. Поповић Срећко
53. Рајаковић Милојко
54. Рајаковић Филип
55. Рајаковић Чедомир
56. Росић Богосав
57. Росић Веселин
58. Росић Владимир
59. Росић Вучко
60. Росић Вукоман
61. Росић Илија
62. Стевановић Драгић
63. Стевановић Душан
64. Станојевић Милоје
65. Танасијевић Милисав
66. Танасијевић Милован
67. Танасијевић Милутин
68. Танасијевић Рајко[1]

## Списак са подацима
У књизи „Драгачево и његови славни синови” Милисава Д. Протића-Гучанина из 1940. године објављен је интегралан списак у коме су наведени подаци о сваком страдалом ратнику:
1. Тихомир Голубовић, наредник комита, погинуо је јуначки 1911 год. код Пасјана - Приштина.
2. Божовић Богдан, редов, пог. на фронту 1914.
3. Божовић Драгојле, редов, умро на Солунском фронту 1916.
4. Божовић Радојица, редов, умро у ропству 1916.
5. Божовић Танасије, редов, умро код куће на боловању 1915.
6. Бојић Аксентије, редов, пог. 1912.
7. Бојић Василије, редов, умро у Београду 1918.
8. Бојић Добривоје, редов, умро у ропству 1917.
9. Бојић Ивко, редов, пог. на Брестовику 1915.
10. Бојић Марко, редов, умро код куће на боловању 1918.
11. Бркић Тихомир, редов, умро на фронту 1915.
12. Булић Живко, наредник, пог. на Брестовику 1914.
13. Булић Филип, редов, умро на фронту 1915.
14. Видојевић Михаило, жандарм, пог. у К. Митровици 1913.
15. Голубовић Љубисав, п. наредник, пог. на Брестовику 1915.
16. Голубовић Петар, редов, нестао при отступању 1915.
17. Голубовић Радомир, редов, пог. на Панасу 1914.
18. Глигоријевић Ненад, редов, пог. на фронту 1914.
19. Димитријевић Ђурђе, каплар, пог. на Вајсату 1913.
20. Димитријевић Миленко, редов, пог. на Китлову 1914.
21. Димитријевић Миливоје, редов, умро при отступању 1915.
22. Димитријевић Миљко, каплар, пог. на Брестовику 1915.
23. Димитријевић Петроније, редов, пог. на Брестовику 1915.
24. Живановић Богић, редов, нестао при повлачењу 1915.
25. Живановић Милија, редов, нестао при повлачењу 1915.
26. Јанковић Страин, каплар, пог. на Конатици 1914.
27. Јовановић Ранко, редов, пог. на Брестовику 1915.
28. Крловић Драгутин В, редов, пог. на Брестовику 1915.
29. Љубичић Златко, редов, умро код куће на боловању 1915.
30. Љубичић Јован, редов, пог. код Шапца 1914.
31. Љубичић Милија, редов, нестао при повлачењу 1915.
32. Љубичић Милојко, редов, пог. на фронту 1915.
33. Марковић Анђелко, редов, пог. код Соко Бање 1915.
34. Марковић Спасоје, редов, умро у Уж. Пожези 1915.
35. Мијаиловић Александар, редов, нестао на фронту 1915.
36. Мијаиловић Драгомир, редов, умро код куће на боловању 1915.
37. Миловановић Живко, редов, умро у Уж. Пожези 1915.
38. Миловановић Рајко, п. наредник, пог. на Везировом мосту 1912.
39. Перишић Будимир, редов, умро у Чачку 1918.
40. Перишић Гојко, редов, умро у Чачку 1916.
41. Петровић Веселин, редов, умро у ропству у Немачкој 1916.
42. Петровић Јеротије, редов, умро у ропству у Г. Немачкој 1916.
43. Петровић Коста, редов, умро код куће на боловању 1915.
44. Петровић Љубисав, редов, пог. на фронту 1912.
45. Петровић Миладин, редов, пог. на фронту 1912.
46. Петровић Цветко, редов, пог. на фронту 1912.
47. Поповић Веселин, редов, умро код куће на боловању 1916.
48. Поповић Вучко, редов, умро на Крфу 1916.
49. Поповић Миленко, редов, умро код куће на боловању 1916.
50. Поповић Милун, редов, умро код куће на боловању 1914.
51. Поповић Симо, редов, умро у ропству у Немачкој 1916.
52. Поповић Срећко, редов, нестао при отступању 1915.
53. Рајаковић Мијаило, редов, умро код куће на боловању 1915.
54. Рајаковић Филип, редов, умро код куће на боловању 1915.
55. Рајаковић Чедомир, редов, умро у Крагујевцу 1915.
56. Росић Богосав, редов, умро код куће на боловању 1915.
57. Росић Веселин, редов, умро при отступању 1918.
58. Росић Владимир, каплар, пог. на Брестовику 1915.
59. Росић Вукоман, редов, пог. на Шапцу 1914.
60. Росић Вучко, редов, пог. на Брестовику 1915.
61. Росић Илија, редов, пог. при отступању са Солунског фронта 1918.
62. Росић Танасије, редов, пог. на Брестовику 1915.
63. Стевановић Драгић, редов, умро код куће на боловању 1916.
64. Стевановић Душан, редов, умро у Скопљу 1918.
65. Станојевић Милоје, редов, умро код Сталаћа 1915.
66. Танасијевић Милисав, редов, пог. на фронту 1914.
67. Танасијевић Милован, редов, пог. на фронту 1915.
68. Танасијевић Милутин, редов, умро код куће 1915.
69. Танасијевић Рајко редов, умро у ропству у Г. Немачкој 1916.[2]